# ماغي جونز (ممثلة)
ماغي جونز (بالإنجليزية: Maggie Jones)‏ هي ممثلة بريطانية، ولدت في 21 يونيو 1934 في لندن في المملكة المتحدة، وتوفيت في 2 ديسمبر 2009 في سالفورد في المملكة المتحدة بسبب مرض.

## وصلات خارجية
- ماغي جونز على موقع IMDb (الإنجليزية)
- ماغي جونز على موقع ألو سيني (الفرنسية)
- ماغي جونز على موقع أول موفي (الإنجليزية)
- ماغي جونز على موقع إن إن دي بي (الإنجليزية)
- ماغي جونز على موقع قاعدة بيانات الفيلم (الإنجليزية)
- ماغي جونز على موقع كينوبويسك (الروسية)